# Статуї Айн-Газаля
Статуї Айн-Газаля — монументальні скульптури, знайдені біля поселення Айн-Газаль (Йорданія) і датовані періодом докерамічного неоліту B (VII тисячоліттям до н. е.). Одні з ранніх відомих великоформатних скульптурних зображень людини. Більшість статуй знаходиться в Музеї Йорданії в Аммані ; одна експонується у Луврі. Одна з двоголових статуй була експонована в Луврі Абу-Дабі.

## Історія виявлення та датування
Стародавнє поселення Айн-Газаль було виявлено в 1974 під час будівництва дороги на околицях Аммана. У 1980-х роках там розпочалися археологічні роботи; в 1983 були знайдені статуї, що невдовзі стали всесвітньою сенсацією. Вони були відправлені для вивчення та реставрації до Археологічного інституту в Лондоні. Двома роками пізніше, у 1985 році, археологи виявили другий шар, що містив статуї. Статуї другого шару вивчалися та реставрувались у Смітсонівському інституті. Загалом було знайдено 32 статуї . Перший шар містив 25 статуй (13 на повне зростання і 12 бюстів), датованих 6750 роком (+/- 80 років) до н. е. У другому шарі було 7 статуй (2 на повний зріст, 3 двоголові погруддя і два фрагменти голів); їх фахівці віднесли до 6570 (+/- 110 років) року до н. е. . У той час як більшість авторів однозначно датують статуї 7-м тисячоліттям до н. е.  , у деяких джерелах їх вік вказується як раніше: початок або кінець  8-го тисячоліття до н. е. У всякому разі, статуї Айн-Газаля належать до найбільш ранніх скульптурних зображень людини майже в натуральну величину (їхня висота досягає метра, тоді як більшість скульптур епохи неоліту мають мініатюрні розміри). Довгий час вони вважалися ранніми, поки в 1989 році в Туреччині не були знайдені подібні статуї, датовані 10-м тисячоліттям до н. е. 

## Опис

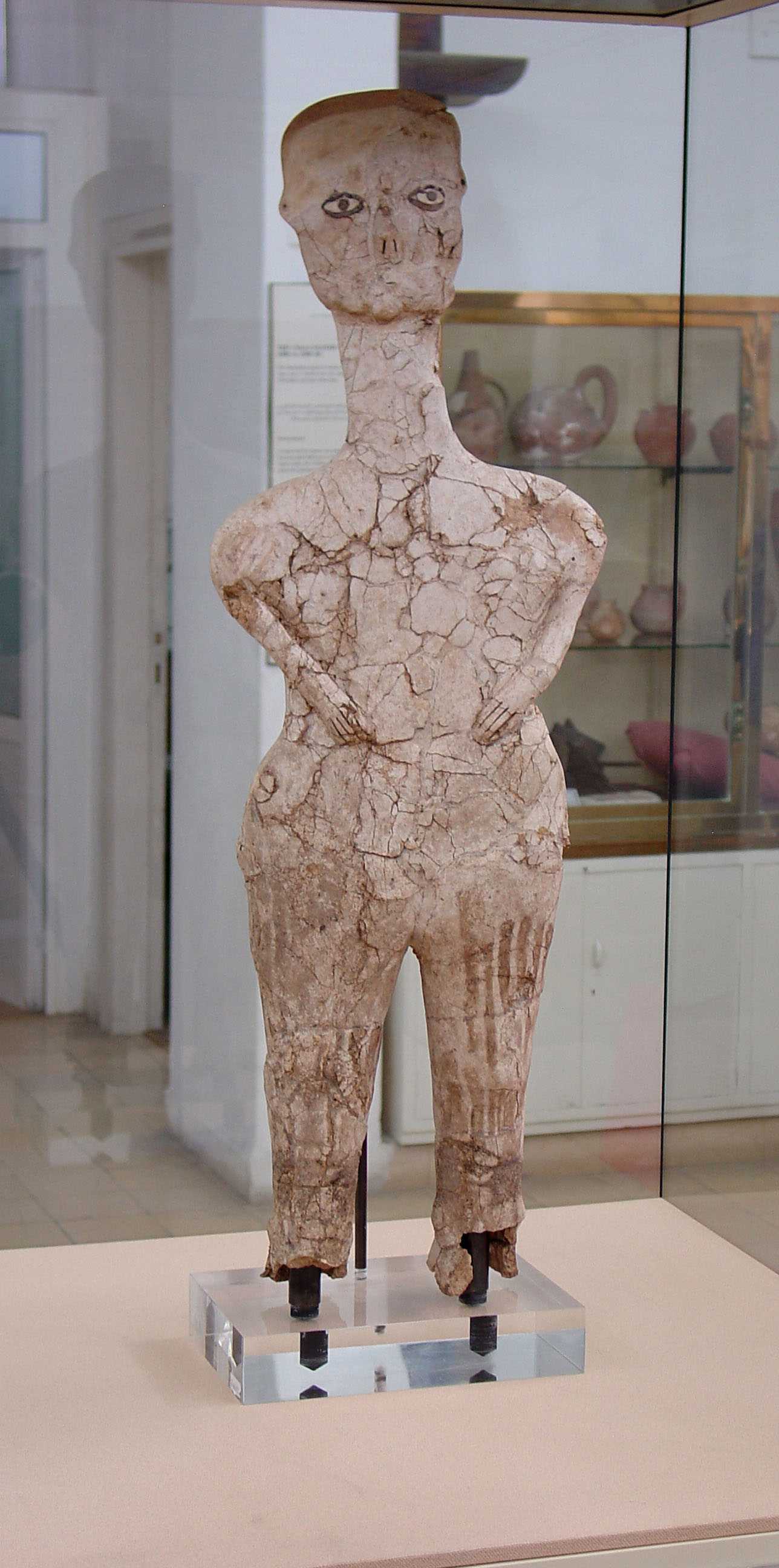
Статуя з Музею Йорданії

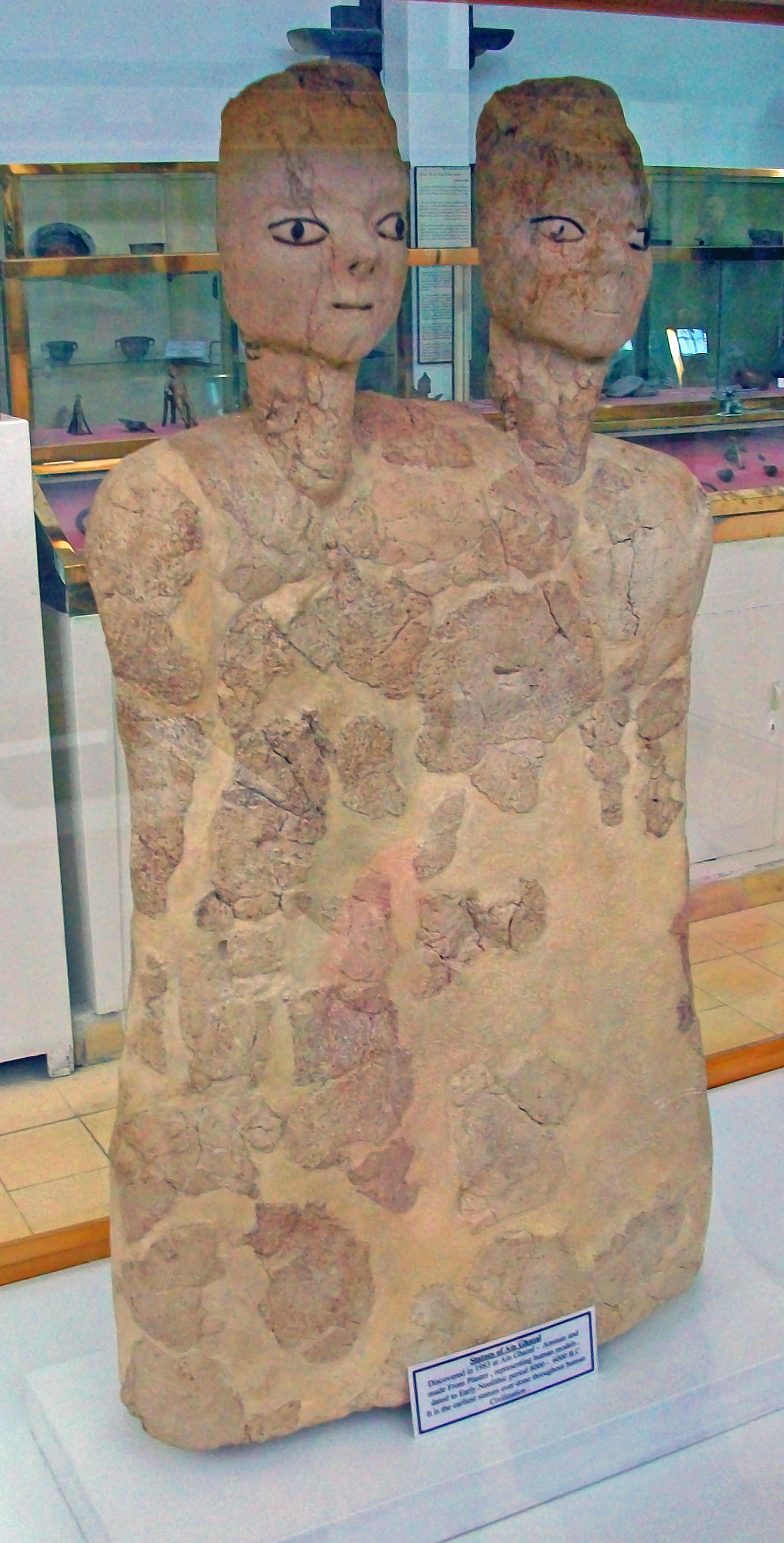
Двоголова статуя з Музею Йорданії

Всі статуї Айн-Газаля є людськими фігурами або бюстами. Деякі з них мають по дві голови, що унікально для докерамічного неоліту B (хоча подібні знахідки пізнішого періоду нерідкі) . Повноростові статуї мають висоту близько метра (90-104 см); бюсти — від 35 до 86 см . Всі вони знаходилися під підлогою безлюдних приміщень, у поглибленнях, створених, мабуть, спеціально для них, і, ймовірно, під час поховання були в хорошому стані . Примітно, що статуї у похованнях орієнтовані зі сходу на захід. Всі вони створені в одній техніці: каркас із тростини, покритий товстим шаром штукатурки . При великій висоті статуї мають малу товщину — 5-10 см — тобто майже плоскі. Проте, вони, мабуть, могли стояти вертикально. У статуй непропорційно великі голови та подовжені шиї; деякі мають по шість пальців на ногах і від чотирьох до семи пальців на руках. Статеві органи відсутні; злегка намічені груди та сідниці . Риси обличчя своєрідні: дуже маленькі носи, малесенькі роти, величезні, широко посаджені очі. Поглиблені контури очей обводилися сумішшю бітуму та деревного вугілля; нижні повіки часто посипалися порошком зеленого діоптазу . Ймовірно, статуї були поліхромними: на багатьох з них, особливо з першого шару, збереглися сліди пігментів, у тому числі червоні та чорні смуги, які, можливо, зображали елементи одягу . Не виключено також, що статуї мали справжній одяг, волосся з очерету та різні прикраси: все це не збереглося, але деякі особливості оздоблення дозволяють висловлювати подібні припущення .

## Значення та символіка
Деніз Шмандт-Бессера у своїй роботі Ain Ghazal Monumental Figures: A Stylistic Analysis (2013) наводить різні версії про призначення айн-газальських статуй. Найчастіше скульптура епохи неоліту являє собою зображення особливо шанованих предків або вбитих ворогів . Однак щодо статуй Айн-Газаля це малоймовірно, насамперед тому, що багато хто з них — двоголовий.
Більш правдоподібна гіпотеза передбачає, що вони могли бути пов'язані з магічними ритуалами, такими як екзорцизм, в яких замість самої людини використовувалися фігурки, що його заміняли. Збереглися тексти, що свідчать про те, що подібні ритуали проводилися, зокрема, у Вавилоні, причому після ритуалу ці фігурки не знищували, а захоронювали . На користь цієї гіпотези говорить матеріал статуй, що явно не розрахований на довговічність, їхнє поховання в занедбаних будинках і загальний вигляд — плоскі тіла, білі обличчя, дивні анатомічні особливості. Цілком можливо тому, що айн-газальські статуї зображували не людей, а духів . З іншого боку, фігурки, що використовувалися в магічних ритуалах, були маленькими і ліпилися просто з глини, без більш складних технологій. Крім того, духи не зображалися ні двоголовими, ні у вигляді жінок з оголеними грудьми.
Нарешті, за третьою версією, статуї є зображеннями богів. Боги-близнюки зустрічаються у близькосхідній іконографії з часів неоліту до 3-го тисячоліття до н. е.; відомі також божества з кількома обличчями . На користь цієї версії говорить також те, що одна з статуй є жінкою, що притримує руками об'ємно виліплені груди. Ще дві статуї повторюють цей жест, хоча одна з них пошкоджена, а у другої груди та руки ледь намічені. Відомо, що у такій позі зображувалися божества достатку, зокрема Інанна — Іштар . Таким чином, якщо двоголові та жіночі статуї чудово вписуються в теорію пантеону богів, цілком можливо, що інші статуї зображують деякі божества. У тих подібної гіпотези дивним залишається лише те, що статуї богів захоронювалися в занедбаних місцях. Цьому знаходиться пояснення, якщо припустити, що айн-газальські статуї пов'язані з широко поширеним архетипом бога, що вмирає і воскресає. Можливо, всі вони були зображеннями божеств, що вмирають, щоб воскреснути та забезпечити родючість наступної весни .